# Chroniques de Mars
Chroniques de Mars est une compilation de rap d'artistes marseillais, réalisée par Imhotep (producteur du groupe IAM) aux débuts de son label indépendant Kif Kif Productions.
Sont présents vingt-cinq artistes marseillais, confirmés (IAM, Fonky Family) ou en devenir. L'album fut disque d'or avec 118 000 ventes.
Un deuxième volume des Chroniques de Mars est sorti en 2007 et un troisième en 2023.

## Génèse
En 1997, le fraîchement fondé label d'Imhotep, Kif Kif Productions, sort plusieurs maxi (dont La Garde, qui précède la sortie de l'album du même nom quelques années plus tard). À la suite d'une rencontre avec le label BMG qui s'engage à le soutenir financièrement, le projet est lancé.
Le rôle du rappeur Faf Larage ne se limite pas à interpréter et produire la musique de plusieurs morceaux. Il s'est retrouvé « missionné » (selon ses propres mots) à endosser le rôle de directeur artistique, à participer au choix des duos d'artistes, à faire le lien entre ceux-ci et l'ingénieur du son, ou encore à contribuer à la création de la pochette et au mastering à New York. Il a également l'idée du titre de l'album : le terme "chroniques de..." est souvent employé dans les romans d'heroic fantasy, genre qu'il affectionne beaucoup (en particulier le Cycle d'Elric).
BMG s'engage aussi dans la promotion de l'album : tous les artistes, même les moins connus, sont invités à Paris pour des interviews.
Pour Faf Larage, « cet album a aussi eu du succès parce que les gens ont senti qu'on poussait tous le projet, on voulait que ça marche, on était tous fiers de ça ».

## Liste des morceaux
1. Intro - Don't Sleep DJ's (1:11)
2. La garde meurt mais ne se rend pas - Faf Larage & Shurik'n (4:34)
3. La pression - K-Rhyme Le Roi & Freeman (5:12)
4. Faut qu'on sorte de là - Sat, Costello & Le Rat Luciano (5:02)
5. Sauver Tonton - Mombi (3e Œil), Def Bond & Akhenaton (5:15)
6. Hip-Hop protagonist - Faf Larage (4:52)
7. Interstice n°1 : Kif le son - Don't Sleep DJ's (0:50)
8. Démon - K-Rhyme Le Roi (4:07)
9. Le mégotrip - Akhenaton, Freeman & Le Rat Luciano (4:16)
10. Je touche du bois - Le Venin (3:53)
11. La cavale - Faf Larage (4:48)
12. Interstice n°2 : Tonnerre - DJ Ralph (3e Œil) (0:44)
13. Lève-toi du milieu - 3e Œil & Sista Micky (4:53)
14. Le destin n'a pas de roi - Faf Larage & Shurik'n (3:48)
15. M'ghetta - Freeman (4:10)
16. Interstice n°3 : Interkif - DJ Kep (1:02)
17. On dit ce qu'on pense - Sista Micky, Menzo & Don Choa (4:06)
18. Ils deviennent ce qu'ils voient - Freeman, Faf Larage & Boss One (3e Œil) (5:00)
19. Le retour du Squad - Fonky Family, 3e Œil, Faf Larage, K-Rhyme Le Roi, Freeman & Akhenaton (7:13)
20. Outro - DJ Bomb (3e Œil) (1:27)[4]